# Mario Matković
Mario Matković (* 2. April 2003 in Zagreb) ist ein kroatischer Fußballspieler.

## Karriere
Matković begann seine Karriere beim NK Hrvatski dragovoljac. Zur Saison 2019/20 wechselte er zum NK Rudeš. Zur Saison 2021/22 schloss er sich der U-19 des HNK Gorica an. Zur Saison 2022/23 rückte er in den Profikader Goricas. Sein Debüt in der 1. HNL gab er anschließend im Januar 2023 gegen den NK Varaždin. Dies blieb in seiner ersten Saison zugleich sein einziger Einsatz. In der Saison 2023/24 lief der Verteidiger achtmal in der höchsten Spielklasse auf. In der Saison 2024/25 kam er zu drei Einsätzen.
Im Juli 2025 wechselte Matković leihweise zum österreichischen Zweitligisten SK Austria Klagenfurt.